# Saturn AL-31
Saturn AL-31 je družina ruskih turboventilatorskih motorjev z dodatnim zgorevanjem. Sprva jih je zasnovalo podjetje Ljulka za lovca Su-27, zdaj pa jih proizvaja NPO Saturn. Poleg Su-27 poganja tudi kitajskejga Čengdu J-10 in Su-57

## Galerija
- AL-31F
- AL-31FP
- AL-31FN
- AL-31FM1
- AL-41F1S

## Specifikacije (AL-31F)
- Tip: Dvogredni turbofan z dodatnim zgorevanjem
- Dolžina: 4.990 mm (196 in)
- Premer: 905 mm (35,6 in) vhod; 1280 mm (50 in) eksterni (največji)
- Teža (suh): 1570 kg (3460 lb)

- Kompresor: 4-stopenjski ventilator in 9-stopenjski kompresor
- Zgorevalna komora: obročasta
- Turbina: 1-stopenjska nizkotlačna in 1-stopenjska visokotlačna

- Največji potisk: brez dodatnega zgorevanja 74,5 kN (16700 lbf); z dodatnim zgorevanjem 122,58 kN(27560 lbf)
- Tlačno razmerje (skupno): 23
- Obtočno razmerje: 0,59:1
- Temperatura na vstopu v turbino: 1685 K (1412 °C (2,574 °F))
- Poraba goriva: 2,0 Kg/daN·h
- Specifična poraba goriva: brez dodatnega zgorevanja 0,87 lb/(lbf·h); z dodatnim zgorevanjem 1,92 lb/(lbf·h)
- Razmerje potisk teža: 7,87